# Lass uns Laufen
 (février 2019).
Si vous disposez d'ouvrages ou d'articles de référence ou si vous connaissez des sites web de qualité traitant du thème abordé ici, merci de compléter l'article en donnant les références utiles à sa vérifiabilité et en les liant à la section « Notes et références ».
Singles de Tokio Hotel
Automatic/Automatisch
(2009) Sonnensystem/Darkside of the Sun
(2010)
Lass uns laufen (version allemande) (World Behind My Wall pour la version anglaise) est un single du groupe allemand Tokio Hotel. C'est le 14e single du groupe, et le 2e single extrait de l'album Humanoid.

## Liste des titres
1. World Behind My Wall
2. Lass uns Laufen
3. World Behind My Wall [Acoustic]
4. World Behind My Wall [Emmas Park remix]

+ World Behind My Wall (Music Video)

## Clip
Le film se déroule dans une pièce où le Tokio Hotel est entouré de flammes, à travers divers méfaits qui se déroulent dans la pièce (à travers un incendie et une explosion) et entrecoupés de flashbacks du groupe dans leur temps libre, frissons, jeux, Tom promener son chien... A la fin du film tout revient à la normale dans le vers. le clip a été tourné en novembre 2009.

## Charts
| Chart (2010) | Meilleure position |
| ------------ | ------------------ |
| Lituanie     | 1                  |
| Belgique     | 18                 |
| France       | 13                 |
| Philippines  | 3                  |

## Performances notables
- La chanson World Behind My Wall a été interprété en live lors des MTV Europe Music Awards 2009 à Berlin début novembre 2009. Cette prestation a bénéficié d'effets pyrotechniques.
- La chanson World Behind My Wall a été interprété en playback le 13 novembre 2009 lors de la cérémonie de Premios Telehit au Mexique. Durant cette cérémonie, le groupe a gagné un award.
- La chanson World Behind My Wall a été interprété le 30 décembre 2009 lors de l'émission La chanson de l'année sur TF1. L'émission a été enregistrée le 14 décembre 2009.
- La chanson World Behind My Wall a été joué le 19 février 2010 lors du Festival San Remo en Italie, diffusé sur la chaîne Rai Uno. Cette prestation a bénéficié d'une accompagnement d'un Orchestre philharmonique.